# Swen O. Heiland
Swen Oliver Heiland (* 1977 in Dortmund) ist ein deutscher Musiker und Songwriter.

## Werdegang
Nach dem Abitur studierte Swen Heiland von 1998 bis 2005 Rechtswissenschaften, Neuere Deutsche Literatur und Anglistik an der Ruhr-Universität Bochum. Während dieser Zeit war er als Gitarrist und Bassist in verschiedenen regionalen Bands aktiv, bevor er 2003 bei der Band King’s Tonic einstieg, mit der er seitdem fünf Musikalben sowie eine Vielzahl an Soundtracks und Samplerbeiträgen veröffentlichte.
Seitdem ist Heiland kontinuierlich auch solo und in weiteren Bands aktiv. So spielte er ab 2009 im Gothic-Rock-Bereich bei der Band Butzemann und der Künstlerin Leandra Ophelia Dax, mit der er u. a. auf dem Wave-Gotik-Treffen, dem M’era Luna Festival und im Vorprogramm der Gruppe Apoptygma Berzerk auftrat. Darüber hinaus ist er seit 2013 zusammen mit dem ehemaligen Sodom-Schlagzeuger Bobby Schottkowski, Grip-Inc.-Gitarristen Waldemar Sorychta und Sänger The Duke in der Metal-Formation Dortmunder Jungs tätig. 2015 gründete er zusammen mit dem Cryssis-Gitarristen Trip Tom die Singer-Songwriter-Formation Rich Kid Rebellion, die er mittlerweile als sein Solo-Projekt fortführt. Mit diesem Projekt feierte er am 7. Juli 2022 im Rahmen von Bochum Total auch sein 1000. Konzert.
Neben seiner Tätigkeit als Musiker ist Heiland freier Dozent und hält als Lehrbeauftragter Seminare zum Thema Musikwirtschaft u. a. an der Folkwang Universität der Künste, Universität Paderborn sowie Ruhr-Universität Bochum.

## Sonstiges
Swen Heiland ist Fan des Fußballvereins Borussia Dortmund und komponierte für diesen diverse Fußballhymnen, die 2012 auch auf dem offiziellen BVB-Sampler Echte Liebe erschienen sind, der Platz 13 der deutschen Compilation-Charts erreichte. Nachdem 2015 erneut zwei Titel auf der Best-of-CD Nur der BVB. Das Beste von Gestern & Heute erschienen, veröffentlichte er 2016 als Swen O. & die Dribbelbande das Album EMMAs Doppelpack, eine CD mit Kinderliedern, die vom BVB-Maskottchen Biene EMMA handeln. 2017 verfasste er die BVB-Hymne Holt den Pott nach Dortmund, die zum Finale im DFB-Pokal am 27. Mai 2017 in Berlin veröffentlicht wurde.

## Diskografie (Auswahl)
solo
- 2016: EMMAs Doppelpack (Evil Eye Entertainment)
- 2019: Weihnachtszeit (Spinnup/Universal)
- 2020: Pfiffige Mädchenmusik (Spinnup/Universal)
- 2022: Deceiver (MusicHub/Zebralution)

mit King’s Tonic
- 2003: Haven’t Heard of You Either (Distinct/Sony)
- 2008: Fuck Your Neighbour (Supermusic/Alive)
- 2009: 21 (Supermusic/Alive)
- 2010: Rock Monarchy (Supermusic/Alive)
- 2011: APR (Supermusic/Alive)
- 2016: Tanz mit mir (Timezone Records)
- 2018: Schwarzgelb (Spinnup/Universal)
- 2023: The Best The Rare The Rest (Musiklizenz/AAA)

mit Dortmunder Jungs
- 2014: Heimat (Waldstreet/Intergroove)

mit Butzemann
- 2009: Brothers in Grimm (Danse Macabre/Alive)
- 2010: Merechyn (Danse Macabre/Alive)